# Как здорово (песня)
первый куплет
Изгиб гитары жёлтый ты обнимешь нежно,

Струна осколком эха пронзит тугую высь.

Качнётся купол неба, большой и звёздно-снежный…

Как здорово, что все́ мы здесь сегодня собрались!
«Как здорово, что все мы здесь сегодня собрались» — бардовская песня, неофициальный гимн движения авторской песни в Советском Союзе. Песня была написана и впервые исполнена Олегом Митяевым в 1978 году на Ильменском фестивале.

## История
Однажды в середине 1970-х годов автор песни Олег Митяев отдыхал на Ильменском озере и случайно попал на Ильменский фестиваль авторской песни, который его очень сильно впечатлил. На следующий год он вернулся на фестиваль уже со своей первой песней — «Как здорово, что все мы здесь сегодня собрались». Она была написана на лекции по истории плавания. Песня моментально стала популярной и принесла известность её автору.
Песня вошла в альбомы:
- 1990 — Давай с тобой поговорим
- 1994 — Письмо из Африки
- 1999 — Лучшие песни
- 2005 — Как здорово, что все мы здесь сегодня собрались! Четверть века спустя
- 2006 — Митяевские песни

В авторском исполнении Митяев в первой строке использует глагол совершенного вида будущего времени — «обнимешь» — вместо более употребительного в массовой исполнительской практике глагола несовершенного вида настоящего времени — «обнимаешь».

## На телевидении
Впервые на телевидении песня появилась в 1987 году в документальном фильме «Два часа с бардами» режиссёра Александра Стефановича.
В 2016 году в рамках передачи «Песня с историей» на канале «Москва. Доверие» была снята отдельная передача, посвящённая этой песне.
В 2003 г. песня была спародированна в 21 выпуске телепрограммы Кремлевский концерт.